# Maurice Bonnet (1928-2020)
Pour les articles homonymes, voir Maurice Bonnet et Bonnet.
Maurice François Georges Bonnet est un journaliste, écrivain et publicitaire français né le 9 décembre 1928 à Lyon et mort à Paris le 5 janvier 2020. Dans son œuvre, le destin, le mensonge, l'intelligence et la recherche de la vérité sont des thèmes majeurs. S'il a écrit tout au long de sa vie, il n'a été publié que très tardivement. Sa rencontre avec Christian de La Mazière a été un événement déterminant et a compté pour beaucoup dans ses thématiques, lui, enfant de résistants devenu par les hasards du destin l'ami d'un ancien de la division Charlemagne.

## Sa vie et son œuvre
Maurice Bonnet naît en 1928 à Lyon, en France, et grandit dans un milieu modeste. Son père, électricien, et sa mère, employée de bureau, ouvrent un petit magasin d'électricité nommé « La Fée Lumière ». Il passe son enfance et son adolescence à Lyon, durant la période de la Seconde Guerre mondiale et de l'occupation allemande qu'il raconte dans La barque frêle  au sein d'une famille très tôt engagée dans la résistance.   
Il grandit en côtoyant un jeune cousin germain de sa mère, Pierre Moussa qui deviendra un célèbre banquier de Paribas et dont il fait le portrait parmi d'autres figures familiales dans Enquête sur le destin. Après des études de droit, il commence sa carrière comme journaliste à la Société Générale de Presse dirigée par Georges Bérard-Quélin. Il y croise Christian de La Mazière avec qui il renouera des liens près de 50 ans plus tard et pour le compte duquel il rédigera Le Rêveur blessé, deuxième volet du diptyque de ses mémoires. Il relate cette expérience de « nègre » dans La Dernière Chevauchée du cavalier soleil.
Il épouse en 1959 Odile Pesle, sœur de Bénédicte Pesle et Étienne Pesle.Il poursuit sa carrière en tant que directeur de la publicité à la SOPEXA où il travaille aux campagnes publicitaires des collectives agricoles, petits pois, pintade, pruneau,,,.
Il est l'auteur d'ouvrage très variés, poésies, essais, nouvelles, souvenirs, écrits tout au long de sa vie mais qu'il ne publie que tardivement. Sa première publication en 2003 sera celle d'un « nègre » pour son ami Christian de La Mazière, dont il rédige le second opus de se ses mémoires, Le Rêveur blessé. Il n'est pour cet ouvrage mentionné que sous le pseudonyme de Marc Aubrun (pseudonyme qu'il s'était choisi dans sa jeunesse bien avant de publier son premier livre et qu'il n'emploierait jamais plus par la suite) dans les remerciements, pour relecture. Suivra d'abord Christian de La Mazière. La Dernière Chevauchée du cavalier soleil, un récit riche en révélations sur la personnalité de La Mazière et le mythe personnel qu'il s'était construit.
Puis il se lance enfin dans la publication de ses écrits lentement élaborés durant plus de 60 ans. Il commence par Écoutez voir, un recueil de nouvelles d'inspirations variées, proches des contes philosophiques et des moralistes français,. Suivra Chemins perdus , un recueil de l'intégrale de sa poésie.
Puis viendront les essais. Dans L'Empire du mensonge, il explore l'étendue des leurres qui fondent selon lui la société française : démocratie, féminisme, histoire, science, évolution... les mythes véhiculés sur Galilée ou Pasteur.
Précis de recomposition, dont le titre est un clin d'œil au célèbre ouvrage de Cioran dont il se propose de prendre le contre-pied. Il est constitué de chapitres thématiques nourris de plus d'un demi siècle de réflexions et de lectures, sur l’amour, le temps, la beauté, le bonheur, la connaissance, le destin, Dieu, l’ennui, la France et les Français, l’Histoire, la vie, la mort, l’intelligence, la vérité et le mensonge...
Enquête sur destin, publié ensuite, reprend ses interrogations à travers les portraits de parents ou d'amis aux destinées singulières : Pierre Moussa, Christian de La Mazière, Bénédicte Pesle,.
Dans L'Intelligence mode d'emploi, il tente d'explorer les mécanismes de cette fonction. Frappé par les aveuglements des esprits les plus clairvoyants, il y note une observation de Benjamin Constant qui en donne la raison, de quoi prendre la chose avec philosophie : « Les hommes ont l’esprit fait de sorte qu’il y a pour chacun des objets sur lesquels ils déraisonnent ».
Dans Le Défi de l'écriture, il s'interroge sur l'origine du passage de l'oral à l'écrit et sur sa finalité dans une première partie. Dans la deuxième, il développe une réflexion sur l'acte d'écrire nourrie par celle de ses auteurs de prédilection, Cioran, Ionesco, Valéry, Rimbaud, Stendhal, de Maistre, Vialatte. Il y cerne les différents types d'écriture intime, tel l'exutoire auquel se livrent des grands diaristes comme Anaïs Nin, Léautaud, et Amiel qu'il affectionne particulièrement. La « confidence », sa préférée, adressée à un petit cercle d'amis et qui le rapproche de Montaigne. Il prend pour modèle avec son goût de la concision, les moralistes français et dans lignée desquels il inscrit Cioran, son « pessimiste préféré ». La troisième partie, consacrée à la lecture, lui permet de citer 3 expériences que sont Proust, Céline et Saint-Simon, les deux premiers ayant en commun d'admirer le troisième.
Réflexion sur la mort, sous-titré, La vie, ce qu'on y trouve et comment on en sort, lui donne l'occasion de revenir sur des thèmes déjà abordés. Il y médite « le contraste qui est saisissant entre les ténèbres finales et le spectacle du monde, entre d’un côté le mouvement, les passions, intérêts, pensées qui nous occupent ou nous agitent, et de l’autre ce vide inconcevable ». Il ajoute, citant Valéry « voir clair, c'est voir noir ». Ici encore, il suit la voie de Montaigne : « ce qu’on peut connaître le mieux c’est soi-même et nous sommes par la pensée notre premier moyen de connaissance pour tout le reste ».
La barque frêle, sa dernière publication évoque ses souvenirs d'enfance à Lyon, la période de la guerre, de Vichy et de l'occupation.

## Ouvrages
- Christian de La Mazière, Le Rêveur blessé, éditions de Fallois, 2003. Non crédité, mentionné sous le pseudonyme de Marc Aubrun dans les remerciements[4].
- Christian de La Mazière. La Dernière Chevauchée du cavalier soleil, Dualpha, 2007[5].
- Écoutez-voir (nouvelles), éditions Via Romana, 2009[11].
- Chemins perdus (poésies), éditions Via Romana, 2012[12].
- L'Empire du mensonge (essai) éditions L'AEncre, 2012[13].
- Précis de recomposition (essai), éditions Via Romana, 2014[14].
- Enquête sur le destin (essai), éditions L'Æncre, 2015[3].
- L'Intelligence mode d'emploi (essai), éditions L'Æncre, 2016[16].
- Le Défi de l'écriture (essai), éditions Via Romana, 2016[17].
- Réflexion sur la mort (essai), édition Dualpha, 2017[18].
- La Barque frêle (souvenirs), Amazon, 2019[2].

## Émissions de radio, télé et interview
- Benoit Mancheron reçoit Maurice Bonnet à Radio Courtoisie le 2 aout 2012 sur le thème les métamorphoses du mensonge en présence de Philippe Randa[20].
- Au fil des pages du 13 janvier 2016  Réflexion sur le destin  Radio Courtoisie[15].
- Témoignage sur Christian La Mazière dans Nazis français, nazis allemands de la fuite à la traque Documentaire de J.Desbois (2015)[21]
- Propos recueillis par Fabrice Dutilleul, publiés sur le site EuroLibertés pour l'Intelligence Mode d'Emploi.